# Johan Christoffer Weisstern

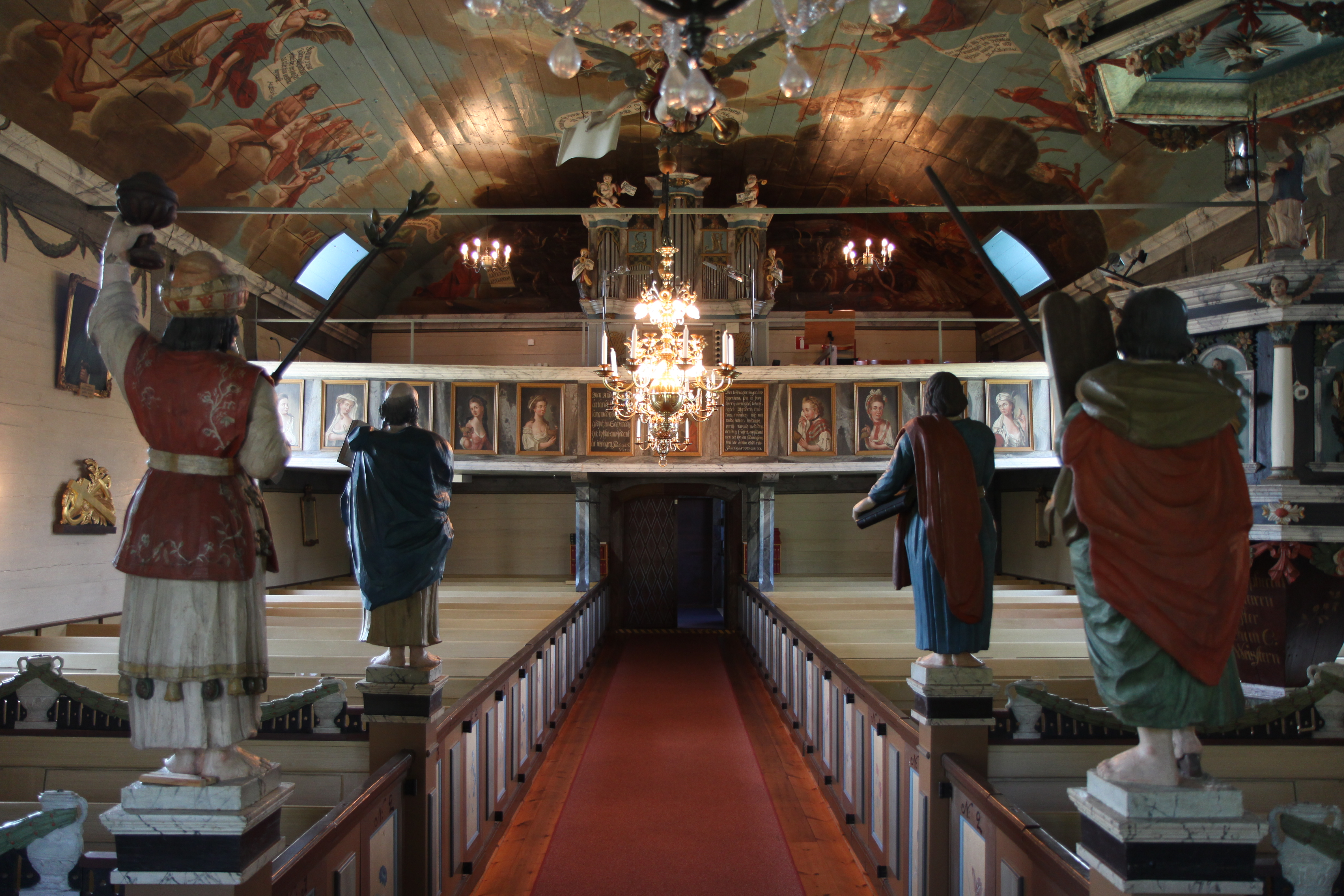
Takmålningar i Mossebo kyrka.

Johan Christoffer Weisstern, även Weistern och Wester, född den 22 februari 1744 i Tranemo, död efter 1792, var en svensk målarmästare och kyrkomålare. 

## Biografi
Johan Christoffer Weisstern var son till glasbruksbokhållaren i Limmared Johan Wester och Augusta Reens. 
Weisstern var en av de mer kända kyrkomålarna i Västsverige under 1700-talets andra hälft. Han gick i lära hos Ditlof Ross och blev gesäll 1763 samt mästare under Göteborgs Målareämbete 1774.

## Verk
- 1774 Ödsmåls kyrka. Målning av altartavla, predikstol och läktare i den gamla kyrkan. Predikstol och läktarmålningar är bevarade i den nya kyrkan.
- 1774 Mossebo kyrka. Bemålning av tak, väggar och läktare med bibliska scener och De visa och fåvitska jungfrurna på läktarbröstet. Bevarat.
- 1775 Sätila kyrka. Möjligen bemålning av tak. Försvunnet.
- 1770-talet Solberga kyrka, Bohuslän. Möjligen bemålning av tak. Försvunnet.
- 1789 Askome kyrka. Bemålning av taket och läktarbröstet i en lätt ljus rokokostil. Bevarat.